# تشارلز بورغس
تشارلز بورغس (30 يونيو 1886 في المملكة المتحدة - 14 يناير 1978 في المملكة المتحدة) (بالإنجليزية: Charles Burgess)‏ هو لاعب كريكت بريطاني وبريطاني (وحمل سابقاً جنسية المملكة المتحدة لبريطانيا العظمى وأيرلندا). لعب مع نادي مقاطعة ساسكس للكركيت ‏.

## وصلات خارجية
- تشارلز بورغس على موقع إي آس بي آن كريك إنفو (الإنجليزية)